# Beishi, Guangdong
Beishi (kinesiska: 北市) är en köping i sydöstra Kina. Den ligger i Guangning härad i staden Zhaoqing i provinsen Guangdong, omkring 110 kilometer nordväst om provinshuvudstaden Guangzhou. Antalet invånare är 16 458. Befolkningen består av 7 905 kvinnor och 8 553 män. Barn under 15 år utgör 23,0 %, vuxna 15-64 år 65 %, och äldre över 65 år 10,0 %.